# Hannya
Hannya (般若, âm Hán Việt là "Ban Nhược" hoặc "Bát Nhã") là một loại yêu quái trong quan niệm dân gian Nhật Bản. Hannya là đề tài thường xuất hiện trong kịch Nō và có một loại mặt nạ dành riêng cho nó gọi là "Hannya no men" (般若の面), mặt nạ Hannya. Mặt nạ Hannya được thể hiện là khuôn mặt nữ quỷ chứa chất đầy sự oán hận và ghen tuông. Mặt nạ Hannya được dùng nhiều trong các vở kịch Nō như Aoi no Ue và Dōjōji.